# Governatorato di Augustów
Il governatorato di Augustów (in polacco Gubernia augustowska) fu un'unità amministrativa (governatorato) del Regno del Congresso.
Fu creato nel 1837 dal Voivodato di Augustów ed ebbe i suoi stessi confini e capitale (Suwałki).
Durante l'Insurrezione di gennaio, il 28 marzo 1863, il governo nazionale annunciò l'abolizione del governatorato e il ripristino del Voivodato di Augustów.
Nel 1867 i territori del governatorato di Augustów e del Governatorato di Płock furono suddivisi in un governatorato di Płock più piccolo, nel governatorato di Suwałki e nel governatorato di Łomża.